# Скворцов, Василий Ермолаевич
Василий Ермолаевич Скворцов (1710—1769) — один из ближайших приближённых императрицы Елизаветы Петровны, генерал-аншеф, действительный камергер, александровский кавалер (1750).

## Биография
Родился в 1710 году в семье капитан-поручика Ермолая Анисимовича Скворцова (ум. 1720), который начал свою службу Петру Великому ещё в потешных войсках. 
В 1725 году, в возрасте около 15 лет, был принят на службу пажом царевны Анны Петровны. В 1727 году перешёл камер-пажом к царевне Елизавете Петровне. Продолжая служить при малом дворе Елизаветы, в 1728 году был пожалован в гоф-юнкеры, а в 1735 году — в камер-юнкеры.
После восшествия Елизаветы на престол, 1 января 1742 года был пожалован в действительные камергеры (чин 4-го класса Табели о рангах, аналог генерал-майора армии).
Оставаясь одним из ближайших приближённых императрицы, Василий Скворцов в 1744 году был награждён орденом Святой Анны (тогда имевшим одну степень), а в 1750 году — орденом Святого Александра Невского.
По состоянию на 1755 год, согласно собственноручно написанной автобиографии («скаске»), поданной в Герольдмейстерскую контору, 45-летний Скворцов состоял на действительной службе, получал жалование полторы тысячи рублей в год, владел имениями в Московском, Каширском и Орловском уездах, в общей сложности, с 300 крепостными. Кроме того, жене Скворцова принадлежало имение в Ингерманландии и 120 крепостных.
После воцарения Петра III вышел в отставку с производством в генерал-аншефы.
Скончался в 1769 году (по другим данным, был ещё жив в 1770 году). 
Имел единственного сына — Павла Васильевича Скворцова, который, в частности, владел под Санкт-Петербургом усадьбой Лапина (Лапала).